# Ptinella taylorae
Ptinella taylorae es una especie de escarabajo del género Ptinella, tribu Ptinellini, familia Ptiliidae. Fue descrita científicamente por Johnson en 1977.

## Descripción
Especie que habita en áreas boscosas, debajo de la corteza de los árboles.

## Distribución
Se distribuye por Reino Unido.